# Burlison
Burlison és una població dels Estats Units a l'estat de Tennessee. Segons el cens del 2000 tenia 453 habitants.

## Demografia
Segons el cens del 2000, Burlison tenia 453 habitants, 180 habitatges, i 133 famílies. La densitat de població era de 166,6 habitants/km².
Dels 180 habitatges en un 34,4% hi vivien nens de menys de 18 anys, en un 66,1% hi vivien parelles casades, en un 5,6% dones solteres, i en un 25,6% no eren unitats familiars. En el 20,6% dels habitatges hi vivien persones soles l'11,1% de les quals corresponia a persones de 65 anys o més que vivien soles. El nombre mitjà de persones vivint en cada habitatge era de 2,52 i el nombre mitjà de persones que vivien en cada família era de 2,9.
Per edats la població es repartia de la següent manera: un 24,1% tenia menys de 18 anys, un 11,3% entre 18 i 24, un 27,6% entre 25 i 44, un 23,2% de 45 a 60 i un 13,9% 65 anys o més.
L'edat mediana era de 38 anys. Per cada 100 dones de 18 o més anys hi havia 106 homes.
La renda mediana per habitatge era de 38.056 $ i la renda mediana per família de 42.813 $. Els homes tenien una renda mediana de 35.250 $ mentre que les dones 23.929 $. La renda per capita de la població era de 17.685 $. Entorn del 4,3% de les famílies i el 7% de la població estaven per davall del llindar de pobresa.

## Poblacions més properes
El següent diagrama mostra les poblacions més properes.